# Fontaine Chantante de Košice
La Fontaine Chantante (slovaque : Spievajúca fontána) est une fontaine sur la rue Hlavná à Košice. Elle se situe entre le Théâtre d'État et Cathédrale Sainte-Élisabeth. Les jets d'eau et l'éclairage varie en fonction des tons de la musique jouée. Elle a été inaugurée le 1er mai 1986, c'est la plus ancienne Fontaine Chantante de l'ancienne Tchécoslovaquie. Elle a été voulue par le primator (Maire) de l'époque Rudolf Schuster futur président de Slovaquie.
La fontaine a été rénovée en 2023.

## Galerie

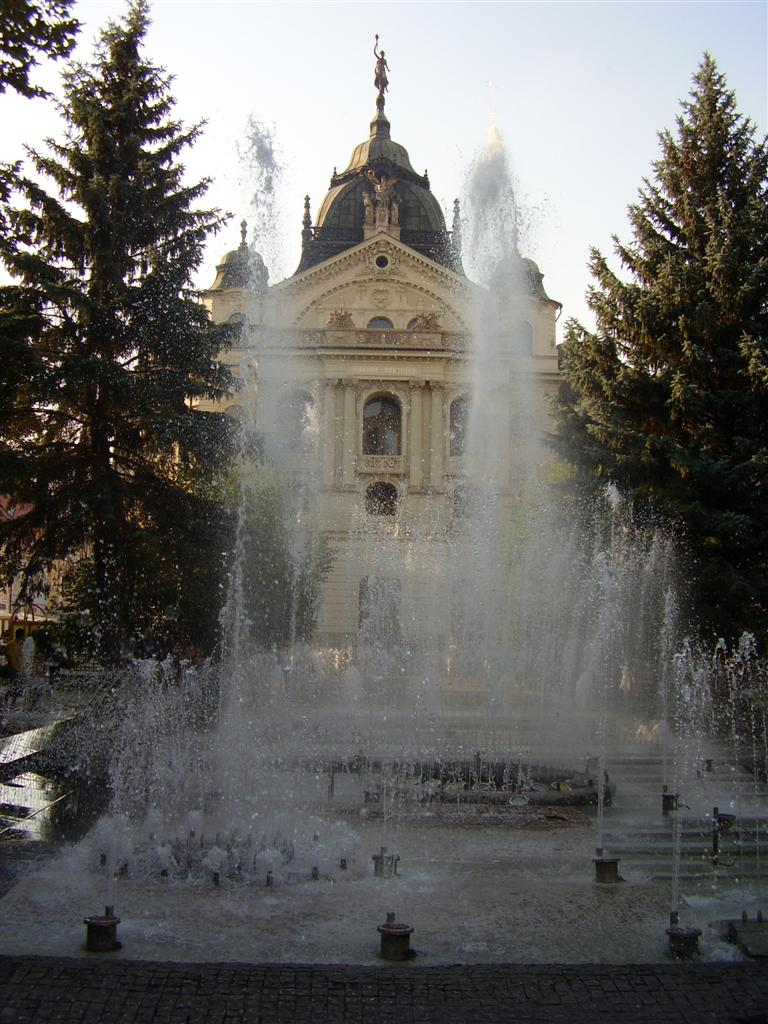
Vue du Théâtre d'État à travers la fontaine
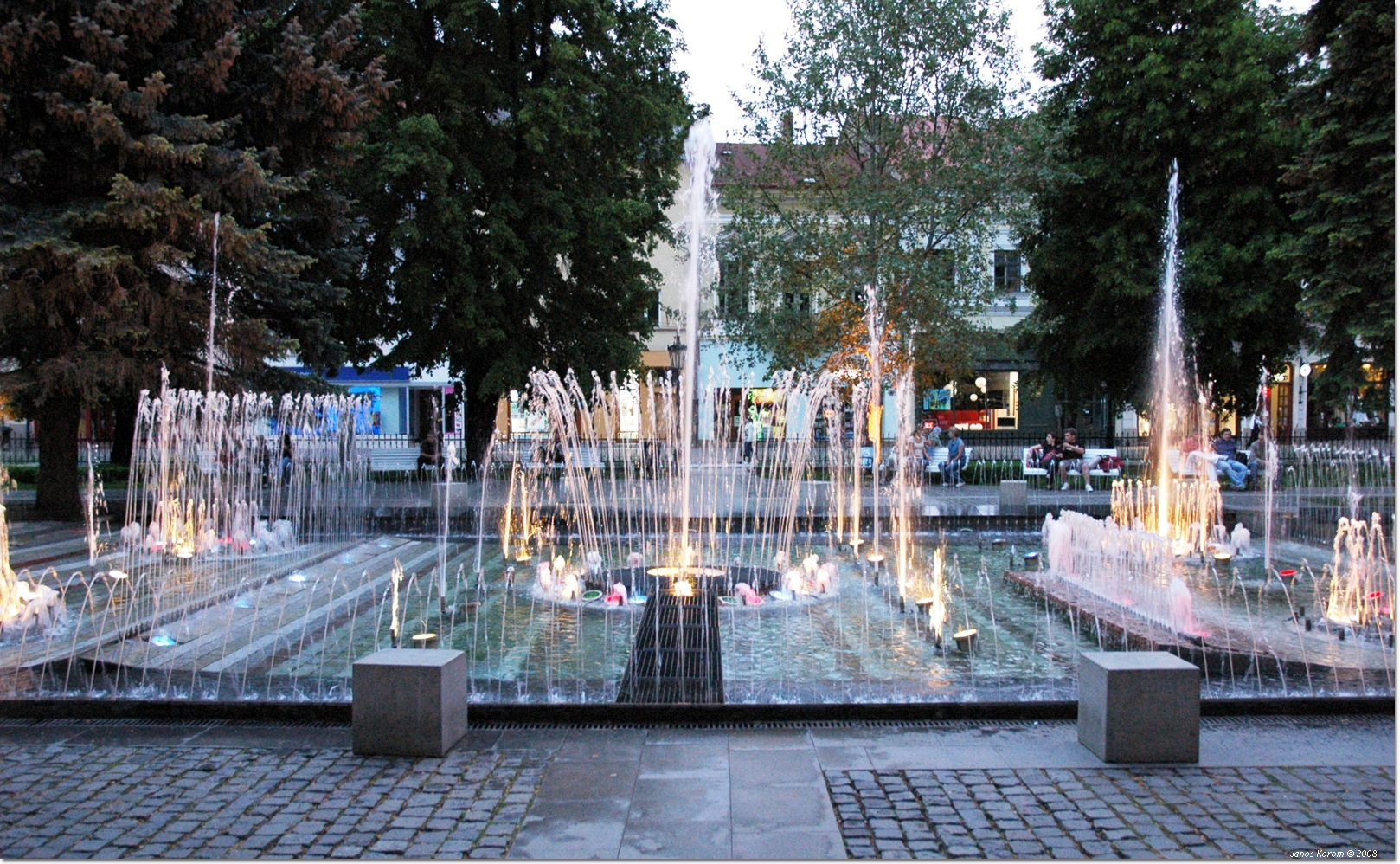
Vue à travers la fontaine de la partie nord de la rue Hlavná
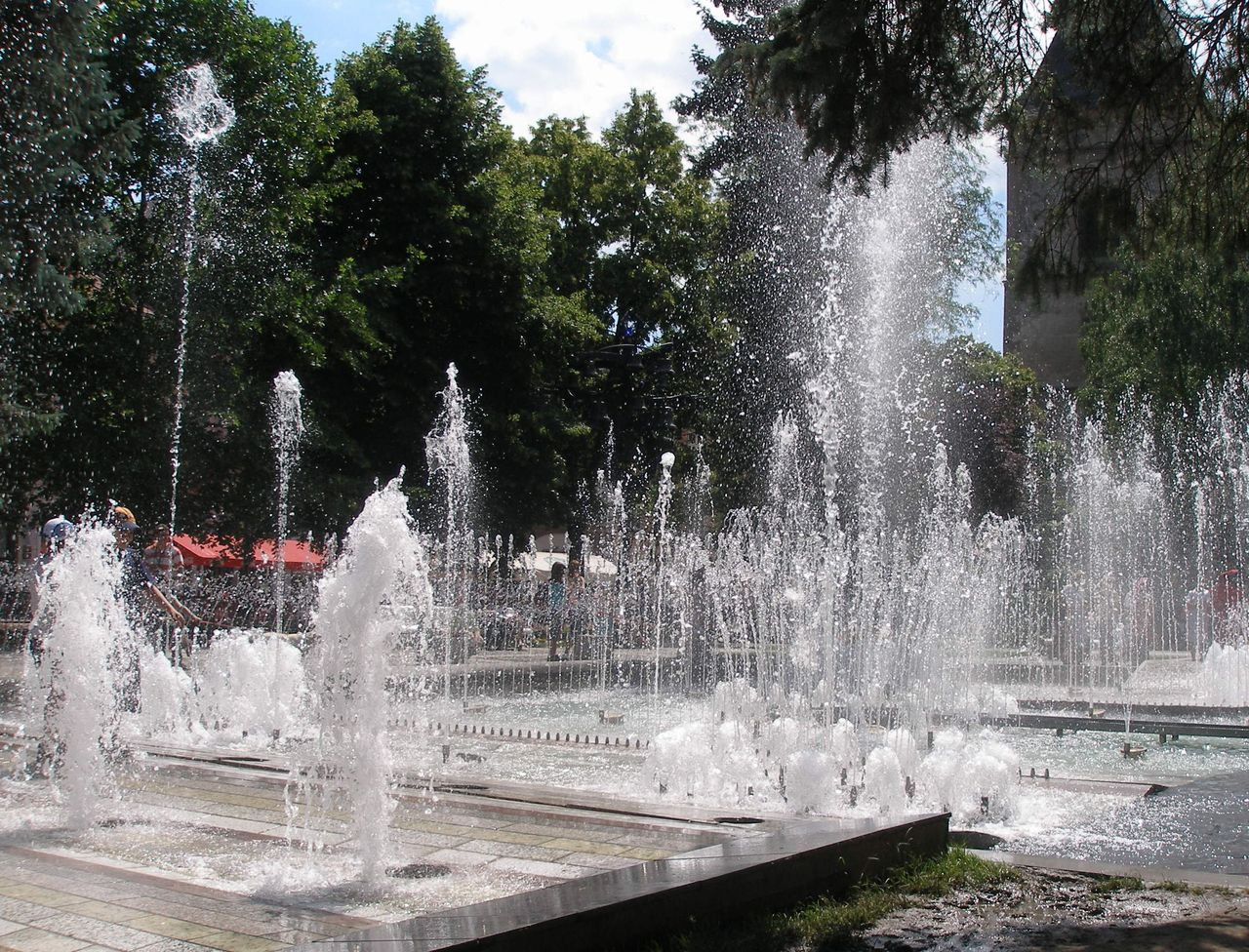
la fontaine de jour
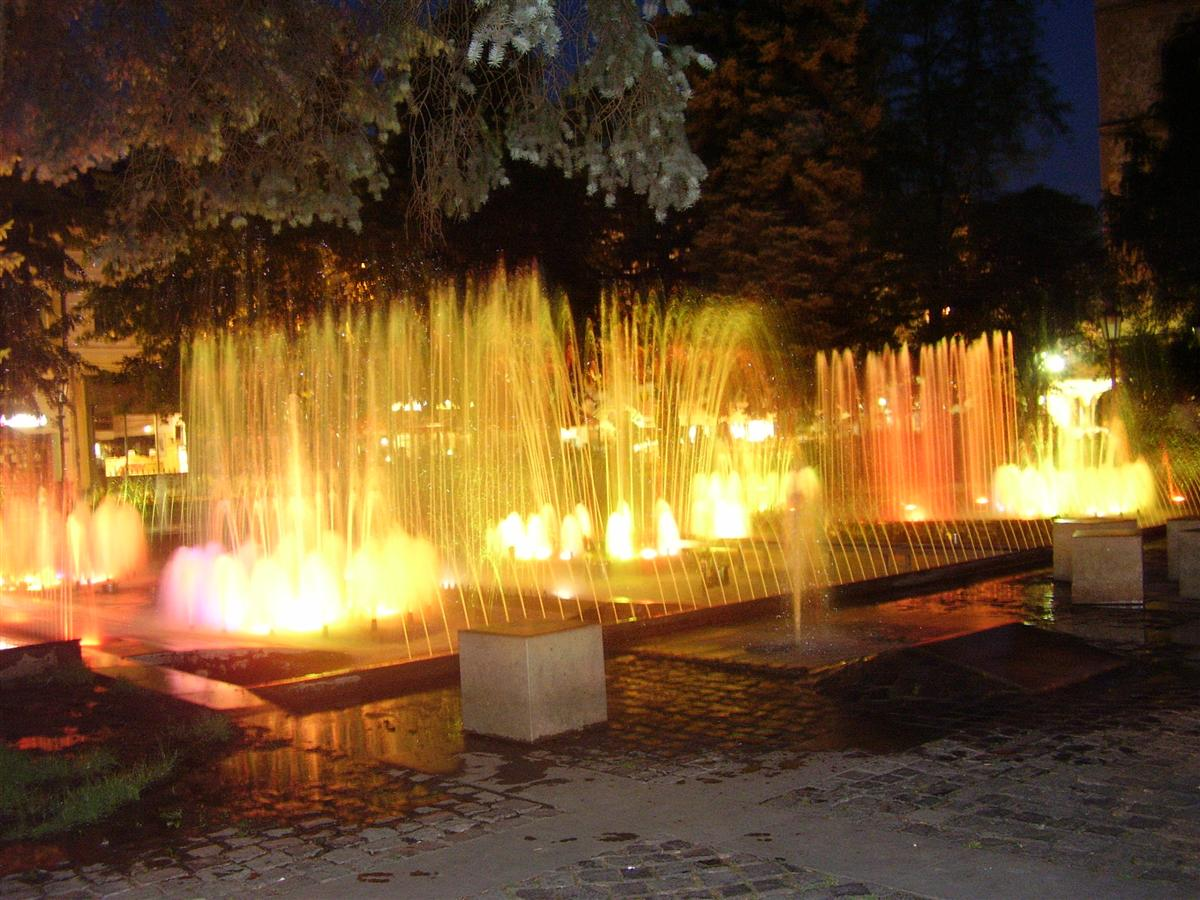
la fontaine de nuit